# Girlfriends' Guide to Divorce
Girlfriends' Guide to Divorce é uma série de televisão americana de comédia dramática desenvolvida por Marti Noxon para o canal de televisão americano Bravo. Baseado na série de livros Girlfriends' Guides de Vicki Iovine, a série gira em torno de Abby McCarthy, uma autora de auto-ajuda que encontra consolo em novas amigas e aventuras enquanto enfrenta um divórcio iminente. Lisa Edelstein interpreta a personagem principal Abby. Beau Garrett e Necar Zadegan co-estrelam. Janeane Garofalo fez parte do elenco principal dos sete primeiros episódios da primeira temporada antes de deixar o elenco. Ela foi substituída no episódio 8 por Alanna Ubach. Paul Adelstein co-estrelou como um membro do elenco principal nas duas primeiras temporadas, antes de ser reduzida a um personagem recorrente na terceira e quinta temporada. Retta retornou durante a segunda temporada do programa antes de ser promovida ao elenco principal no início da terceira temporada.
Produzido pela Universal Content Productions, é a primeira série original com roteiro da Bravo. A primeira temporada de 13 episódios foi encomendada pelo canal de televisão, que estreou em 2 de dezembro de 2014. O programa estreou para 1,04 milhões de espectadores. A recepção crítica da série tem sido geralmente positiva, com elogios particulares ao desempenho de Edelstein e à qualidade da série sobre realitys no Bravo. O programa acabou sendo renovado para uma segunda temporada, que estreou em 1 de dezembro de 2015. Em 13 de abril de 2016, foi anunciado que o Bravo havia renovado o programa para uma terceira, quarta e quinta temporada. Em 5 de agosto de 2016, foi anunciado que a quinta temporada seria a última do programa.

## Elenco

### Principais
- Lisa Edelstein como Abby McCarthy, autora de livros de auto-ajuda, com pouco mais de 40 anos, em Los Angeles. Seu casamento terminou recentemente, colocando em risco sua vida pessoal e profissional.[1]
- Beau Garrett como Phoebe Conte, uma divorciada recente e ex-modelo. Até agora, ela era um espírito livre típico, mas agora está buscando uma vida mais estável.[1]
- Necar Zadegan como Delia Banai, advogada de divórcio que representa Abby em seu divórcio. Ela luta com o equilíbrio entre carreira e vida pessoal.[7]
- Paul Adelstein como Jake Novak, marido de Abby, de quem ela se separou recentemente. Ele é um diretor com uma quantidade limitada de sucesso e até agora viveu na sombra de Abby.[1]
- Janeane Garofalo como Lyla Straley, amiga de Abby, divorciada e advogada de entretenimento. Uma batalha de custódia amarga com seu ex a faz fugir da Califórnia para Portland no meio da primeira temporada.[1]
- Alanna Ubach como Jo Hernandez-Frumpkis, a melhor amiga de Abby da faculdade que vem morar com ela em Los Angeles. Ela é recentemente separada do marido depois de descobrir que ele tinha uma segunda família.[8]
- Retta como Barbara Sawyer, colega de trabalho de Abby na SheShe, que mais tarde se torna sua parceira de negócios.[9]

### Recorrente
- Julianna Guill como Becca Riley, a nova namorada de Jake e uma atriz de sucesso em um programa da CW
- Patrick Heusinger como Max McCarthy, irmão de Abby
- J. August Richards como Ford, marido do irmão de Abby
- Warren Christie como Will, o novo namorado de Abby
- Brian Markinson como Albert, chefe de Delia e namoro de longa data.  Delia tem um caso com ele enquanto noiva de Gordon
- Matthew Glave como Gordon Beech, cliente de Delia com quem ela começa um caso
- Brandon Jay McLaren como Marco, interesse amoroso de Phoebe
- Aaron Staton como JD, interesse amoroso de Phoebe
- Jean Smart como Katherine Miller, editora de Abby
- Mark Valley como Dr. Harris, interesse amoroso de Abby
- Maury Sterling como Rob Frumpkis, ex-marido de Jo
- Will Kemp como Scott, o confeiteiro vegano da padaria de Jo
- Megan Hilty como Charlene, a nova namorada de Frumpkis
- Charles Mesure como Ralf, ex-marido de Phoebe
- James Lesure como Mike Brady, treinador de beisebol de Charlie
- Daisy Betts como Gemma
- Alison Thornton como Zooey Hernandez Frumpkis
- Steve Talley como Tony, irmão de Phoebe

### Convidados
- Carrie Fisher como Cat
- Suke Kaiser como Kori Wingo, ex-chefe de Phoebe
- Bernadette Peters como Annie
- Laverne Cox como Adele Northrop
- Victor Webster como Carl, um acompanhante masculino com quem Abby passa a noite conversando
- Barry Bostwick como George, pai de Abby
- Lesley Ann Warren como Dina, mãe de Abby
- Malcolm-Jamal Warner como Darrell
- Kathie Lee Gifford como ela mesma
- Hoda Kotb como ela mesma
- Kyle Richards ela mesma
- Jessica Clark como Merete
- Denise Richards como Temple Hampton, a nova namorada de Will
- Talia Shire como Meryl Frumpkis, sogra de Jo